# Trondheim sentralstasjon
Trondheim sentralstasjon (nor. Trondheim Centralny) - stacja kolejowa w Trondheim w Norwegii, oddalona o 552 km od Oslo. 

## Historia
Stację otworzono w roku 1881 jako końcową dla linii Meråkerbanen. Najstarsza część budynku stacyjnego pochodzi z roku 1883. Rok później przyłączono linię Størenbanen. Na początku 1939 roku stacja nosiła nazwę Nidaros. Od 1995 roku stacja jest nazywana przez przewoźnika Trondheim S.

## Ruch pasażerski
Jest stacją końcową linii Dovrebanen i Meråkerbanen. Stanowi centrum przesiadkowe dla linii autobusowych. Obsługuje ruch pasażerski na południe kraju do Oslo (4 połączenia dziennie), Bodø i Bergen.

## Obsługa pasażerów
Kasy biletowe, automaty biletowe, wózki bagażowe, bankomaty, kiosk.